# Graphogaster slossonae
Graphogaster slossonae là một loài ruồi trong họ Tachinidae.